# Coppa Sabatini 2016
La Coppa Sabatini 2016 est une course de catégorie 1.1 disputée le 22 septembre autour de Peccioli. 

## Présentation

### Équipes
| WorldTeams (4)- Astana - AG2R La Mondiale - Movistar Team - Dimension Data Équipes continentales professionnelles (12)- Caja Rural-Seguros RGA - Androni Giocattoli-Sidermec - Bardiani CSF - Bora-Argon 18 - CCC Sprandi Polkowice - Fortuneo-Vital Concept - Gazprom-RusVelo - Nippo-Vini Fantini - Team Novo Nordisk - Topsport Vlaanderen-Baloise - Wilier Triestina-Southeast - Team Roth Équipe nationale- Italie |
| |

### Classement général
| \| Classement général \| Classement général \| Classement général \| Classement général \| Classement général \| \| Coureur \| Coureur \| Pays \| Équipe \| Temps \| \| ------------------ \| ------------------ \| ------------------ \| --------------------------- \| ------------------ \| \| 1er \| Sonny Colbrelli \| Italie \| Bardiani CSF \| 4 h 51 min 45 s \| \| 2e \| Andrea Pasqualon \| Italie \| Roth \| + 0 s \| \| 3e \| Carlos Barbero \| Espagne \| Caja Rural-Seguros RGA \| + 0 s \| \| 4e \| Andrea Vendrame \| Italie \| Italie \| + 0 s \| \| 5e \| Jonathan Hivert \| France \| Fortuneo-Vital Concept \| + 0 s \| \| 6e \| Jan Bakelants \| Belgique \| AG2R La Mondiale \| + 0 s \| \| 7e \| Franco Pellizotti \| Italie \| Androni Giocattoli-Sidermec \| + 0 s \| \| 8e \| Francesco Gavazzi \| Italie \| Androni Giocattoli-Sidermec \| + 0 s \| \| 9e \| Kristian Sbaragli \| Italie \| Dimension Data \| + 0 s \| \| 10e \| Roman Maikin \| Russie \| Gazprom-RusVelo \| + 0 s \| |                   |          |                             |                 |
| |                   |          |                             |                 |
| Source : ProCyclingStats |                   |          |                             |                 |
| Classement général |                   |          |                             |                 |
| Coureur | Coureur           | Pays     | Équipe                      | Temps           |
| 1er | Sonny Colbrelli   | Italie   | Bardiani CSF                | 4 h 51 min 45 s |
| 2e | Andrea Pasqualon  | Italie   | Roth                        | + 0 s           |
| 3e | Carlos Barbero    | Espagne  | Caja Rural-Seguros RGA      | + 0 s           |
| 4e | Andrea Vendrame   | Italie   | Italie                      | + 0 s           |
| 5e | Jonathan Hivert   | France   | Fortuneo-Vital Concept      | + 0 s           |
| 6e | Jan Bakelants     | Belgique | AG2R La Mondiale            | + 0 s           |
| 7e | Franco Pellizotti | Italie   | Androni Giocattoli-Sidermec | + 0 s           |
| 8e | Francesco Gavazzi | Italie   | Androni Giocattoli-Sidermec | + 0 s           |
| 9e | Kristian Sbaragli | Italie   | Dimension Data              | + 0 s           |
| 10e | Roman Maikin      | Russie   | Gazprom-RusVelo             | + 0 s           |

## UCI Europe Tour
La Coppa Sabatini 2016 est une course faisant partie de l'UCI Europe Tour 2016 en catégorie 1.1, les 25 meilleurs temps du classement final emporte donc de 125 à 3 points.
| Position | 1er | 2e | 3e | 4e | 5e | 6e | 7e | 8e | 9e | 10e | 11e | 12e | 13e | 14e | 15e | 16e | 17e | 18e | 19e | 20e | 21e | 22e | 23e | 24e | 25e |
| -------- | --- | -- | -- | -- | -- | -- | -- | -- | -- | --- | --- | --- | --- | --- | --- | --- | --- | --- | --- | --- | --- | --- | --- | --- | --- |
| PTS UCI  | 125 | 85 | 70 | 60 | 50 | 40 | 35 | 30 | 25 | 20  | 15  | 10  | 5   | 5   | 5   | 3   | 3   | 3   | 3   | 3   | 3   | 3   | 3   | 3   | 3   |